# FC Neman Grodno
El FC Neman Grodno (en ruso: ФК Неман Гродно; en bielorruso: ФК Нёман Гродна, FK Nyoman Hrodna) es un club de fútbol bielorruso de la ciudad de Grodno. Fue fundado en 1964 y juega en la Vysshaya Liga.

## Historial en laUnión Soviética
| Temporada | División | #  | J  | G  | E  | P  | Goles | Pts. | Domestic Cup   | Notas                      |
| --------- | -------- | -- | -- | -- | -- | -- | ----- | ---- | -------------- | -------------------------- |
| 1964      | 3        | 16 | 30 | 6  | 6  | 18 | 16–60 | 18   | 1/2048         |                            |
| 1965      | 3        | 11 | 30 | 9  | 7  | 14 | 27–34 | 25   | 1/1024         |                            |
| 1966      | 3        | 4  | 32 | 15 | 10 | 7  | 38–15 | 40   |                |                            |
| 1966      | 3        | 3  | 3  | 1  | 1  | 1  | 3–3   | 3    | Fase Final1    |                            |
| 1967      | 3        | 2  | 34 | 15 | 12 | 7  | 32–20 | 42   | 1/4096         |                            |
| 1967      | 3        | 1  | 3  | 3  | 0  | 0  | 9–0   | 6    | 1/4096         | Fase Semifinal2            |
| 1967      | 3        | 1  | 1  | 1  | 0  | 0  | 3–0   | 2    | 1/4096         | Ronda Final; Promovido     |
| 1968      | 2        | 19 | 40 | 6  | 17 | 17 | 20–53 | 29   | 1/256          |                            |
| 1969      | 2        | 14 | 40 | 7  | 23 | 10 | 27–27 | 37   | 1/256          |                            |
| 1969      | 2        | 2  | 2  | 0  | 2  | 0  | 2–2   | 2    | 1/256          | Play-off Ascenso/Descenso3 |
| 1970      | 3        | 18 | 42 | 11 | 13 | 18 | 27–48 | 35   | 1/256          |                            |
| 1971      | 3        | 12 | 38 | 11 | 12 | 15 | 28–36 | 45   |                |                            |
| 1972      | 3        | 18 | 38 | 10 | 10 | 18 | 24–45 | 40   |                |                            |
| 1973      | 3        | 14 | 32 | 6  | 11 | 15 | 24–42 | 194  |                |                            |
| 1974      | 3        | 21 | 40 | 3  | 9  | 28 | 21–71 | 15   |                |                            |
| 1975      | 3        | 18 | 34 | 5  | 6  | 23 | 22–48 | 16   |                |                            |
| 1976      | 3        | 9  | 38 | 15 | 8  | 15 | 49–60 | 38   |                |                            |
| 1977      | 3        | 6  | 40 | 17 | 12 | 11 | 45–36 | 46   |                |                            |
| 1978      | 3        | 13 | 46 | 14 | 16 | 16 | 42–54 | 44   |                |                            |
| 1979      | 3        | 7  | 46 | 22 | 13 | 11 | 56–33 | 57   |                |                            |
| 1980      | 3        | 1  | 32 | 18 | 8  | 6  | 42–23 | 44   |                |                            |
| 1980      | 3        | 2  | 4  | 1  | 3  | 0  | 5–4   | 5    | Ronda final5   |                            |
| 1981      | 3        | 4  | 38 | 14 | 13 | 11 | 48–44 | 41   | Fase de grupos |                            |
| 1982      | 3        | 2  | 30 | 17 | 6  | 7  | 43–23 | 40   |                |                            |
| 1983      | 3        | 3  | 32 | 15 | 11 | 6  | 35–19 | 41   |                |                            |
| 1984      | 3        | 5  | 34 | 16 | 7  | 11 | 51–42 | 39   |                |                            |
| 1985      | 3        | 4  | 30 | 15 | 6  | 9  | 43–27 | 36   |                |                            |
| 1986      | 3        | 6  | 30 | 14 | 7  | 9  | 37–30 | 35   |                |                            |
| 1987      | 3        | 10 | 34 | 12 | 6  | 16 | 33–39 | 30   | 1/16           |                            |
| 1988      | 3        | 5  | 34 | 18 | 10 | 6  | 48–31 | 46   |                |                            |
| 1989      | 3        | 10 | 42 | 18 | 8  | 16 | 46–41 | 44   |                |                            |
| 1990      | 3        | 15 | 42 | 16 | 6  | 20 | 46–52 | 38   | 1/64           |                            |
| 1991      | 3        | 22 | 42 | 7  | 9  | 26 | 32–55 | 23   |                |                            |
| 1992      |          |    |    |    |    |    |       |      | 1/64           |                            |

- 1 Avanzó a la fase final por el ascenso como el mejor club de Bielorrusia.
- 2 Avanzó a la semifinal de ascenso como uno de los mejores 8 equipos que no provienen de Rusia, Ucrania, Kazajistán o del Asia Central.
- 3 Por ser el peor equipo de Bielorrusia, Neman habría de jugar el play-off por el no descenso ante el mejor equipo bielorruso del tercer nivel.
- 4 En 1973 en cada empate se recurría a los penales, donde el vencedor obtenía un punto y el perdedor 0.
- 5 Avanzó a la fase final por el ascenso por ser uno de los ganadores de zona.

## Palmarés
| Competición nacional              | Títulos    | Subcampeonatos |
| --------------------------------- | ---------- | -------------- |
| Liga Premier de Bielorrusia (0/1) |            | 2002           |
| Copa de Bielorrusia (2/2)         | 1993, 2024 | 2011, 2014     |

## Participación en competiciones de la UEFA
| Temporada | Torneo                 | Ronda            | Club             | Casa | Visita | Global  |
| --------- | ---------------------- | ---------------- | ---------------- | ---- | ------ | ------- |
| 1993–94   | UEFA Cup Winners' Cup  | Clasificatoria   | Lugano           | 2–1  | 0–5    | 2–6     |
| 2003–04   | UEFA Cup               | Clasificatoria   | Steaua Bucureşti | 1–1  | 0–0    | 1–1 (a) |
| 2005      | UEFA Intertoto Cup     | 1                | Tescoma Zlín     | 0–1  | 0–0    | 0–1     |
| 2014–15   | UEFA Europa League     | Clasificatoria 2 | FH               | 1–1  | 0–2    | 1–3     |
| 2023–24   | UEFA Conference League | Clasificatoria 1 | Vaduz            | 1–1  | 2–1    | 3–2     |
| 2023–24   | UEFA Conference League | Clasificatoria 2 | Balzan           | 2–0  | 0−0    | 2−0     |
| 2023–24   | UEFA Conference League | Clasificatoria 3 | Celje            | 1–4  | 0–1    | 1–5     |
| 2024–25   | UEFA Conference League | Clasificatoria 2 | CFR Cluj         | 0–5  | 0–0    | 0–5     |